# 가시칠엽수
가시칠엽수(학명: Aesculus hippocastanum) 또는 마로니에(프랑스어: marronnier)는 낙엽이 지는 교목으로서, 그 모양은 같은 속에 속하는 칠엽수와 매우 비슷하지만, 꽃차례의 곁가지가 크게 뻗어 큰 원추꽃차례를 이루는 점과 꽃잎이 짙은 분홍색을 띠는 점이 다르다. 또한 칠엽수와 달리, 열매의 바깥면에 밤송이와 같은 가시가 있다. 지중해 연안이 원산지로, 가로수로 심기도 한다.
열매는 밤과 닮았지만, 사포닌과 글루코사이드가 들어있는 등 약한 독성을 띄고 있어서 먹을 수 없다.
개체로서 유명한 마로니에 나무로는 안네 프랑크가 일기에서 자주 언급했던 나무인 ‘안네 프랑크 나무’가 있다. 2010년 폭풍에 쓰러졌다.

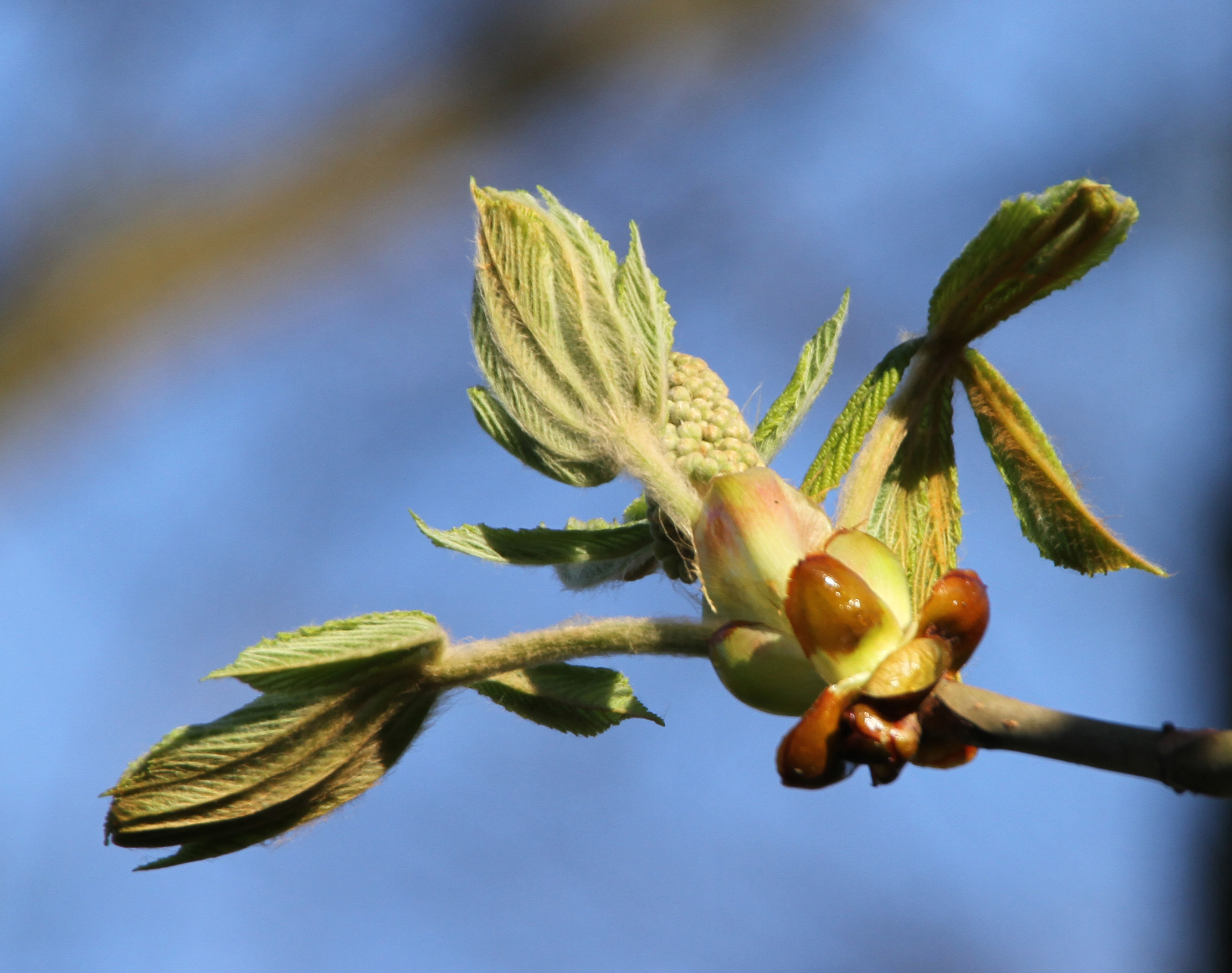
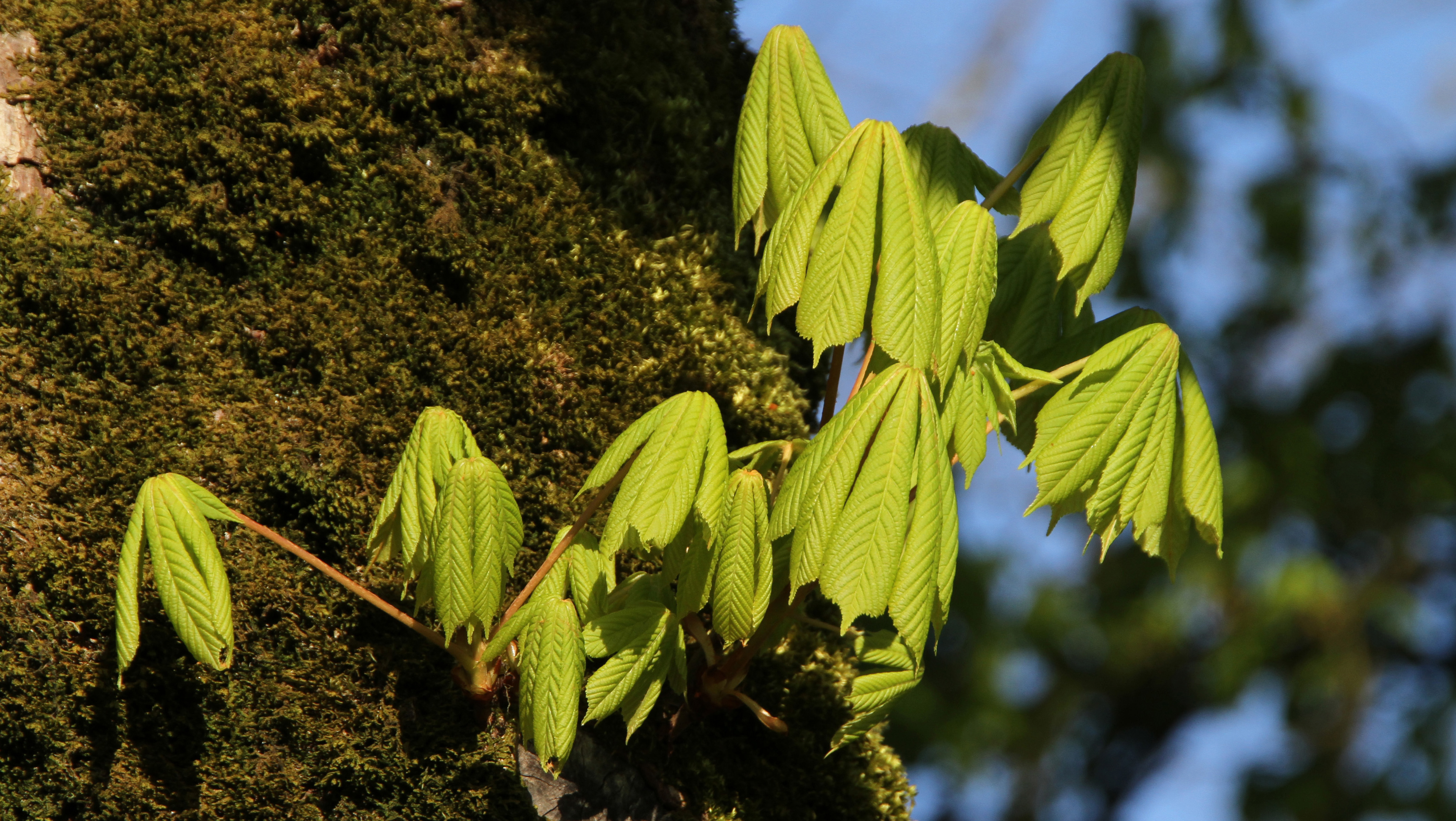
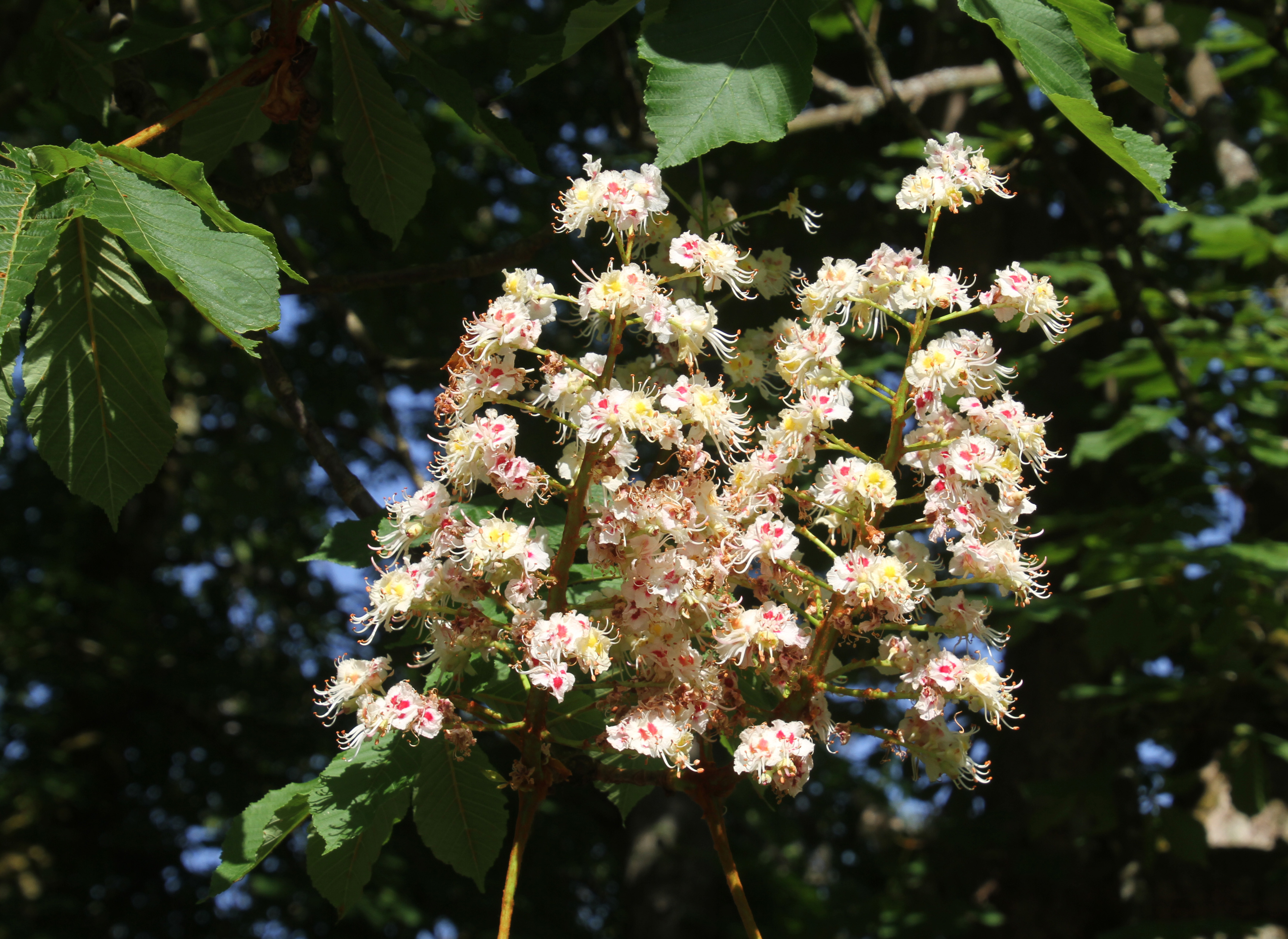
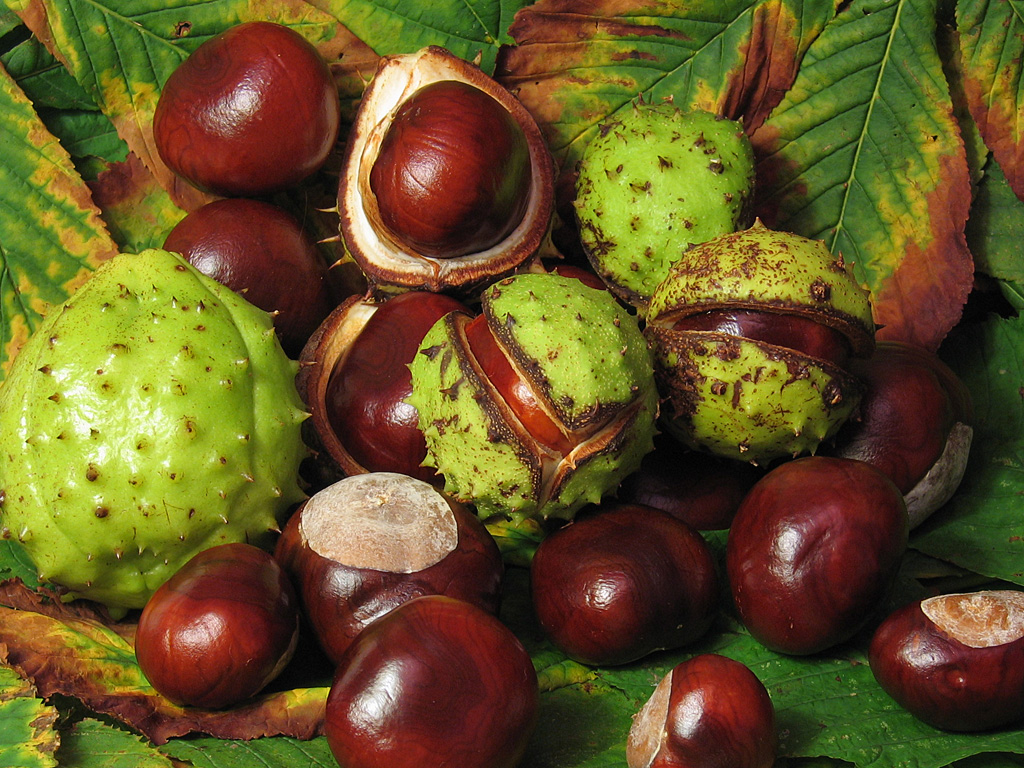
마로니에 열매
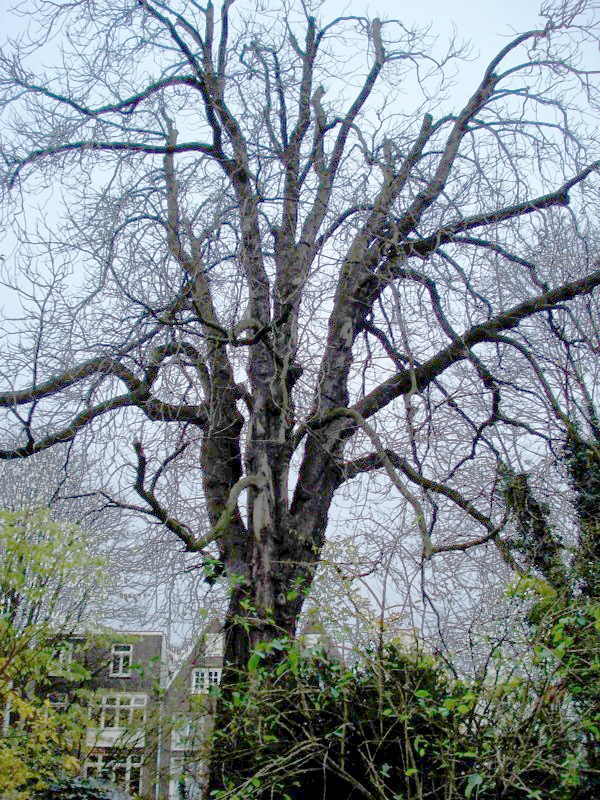
암스테르담에 있었던 안네 프랑크 나무 (2006년)

## 참고 문헌
- 이 문서에는 다음커뮤니케이션(현 카카오)에서 GFDL 또는 CC-SA 라이선스로 배포한 글로벌 세계대백과사전의 내용을 기초로 작성된 글이 포함되어 있습니다.